# Representações alegóricas do Uruguai

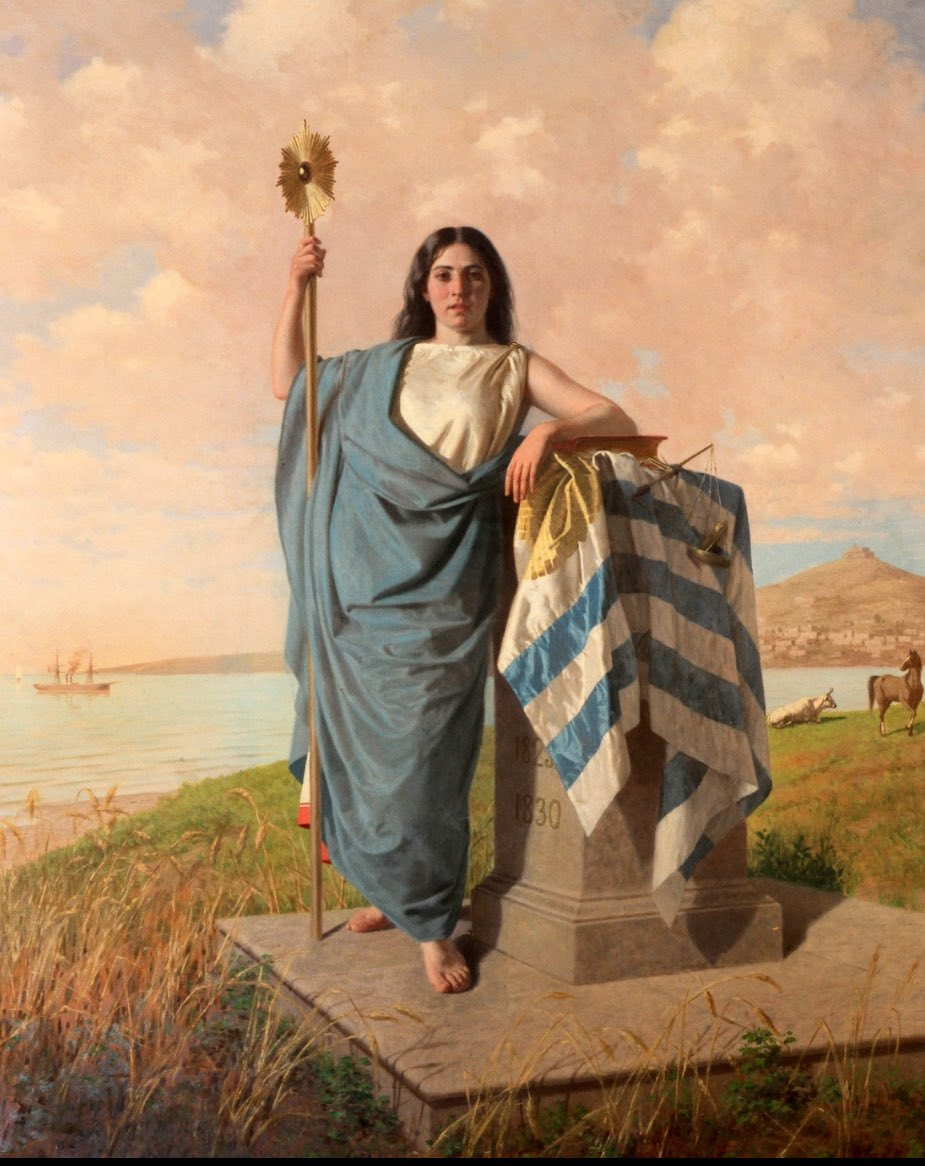
"El Altar de la Patria", obra de Juan Manuel Blanes.

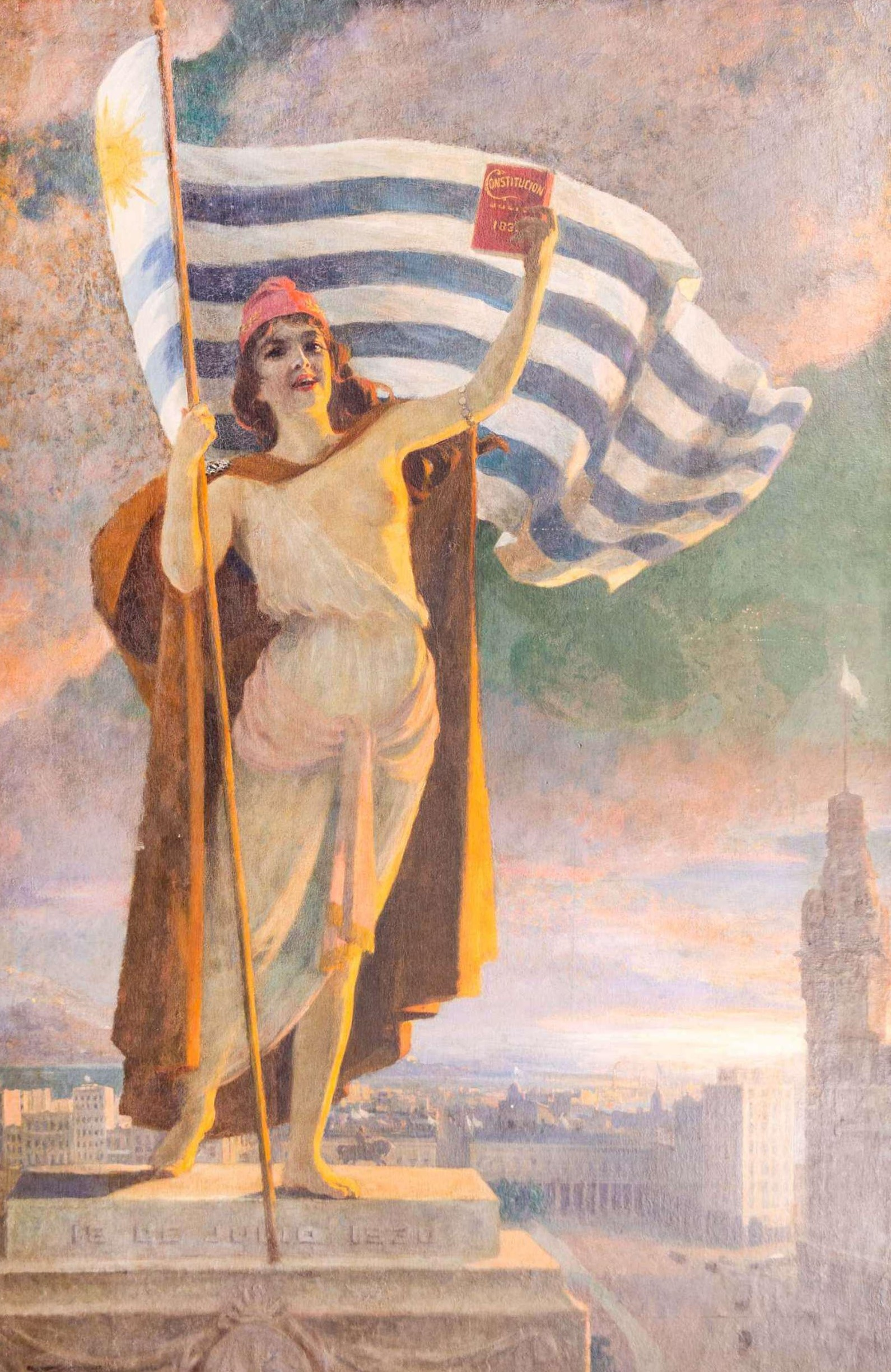
Alegoria de Manuel Barthold (1930).

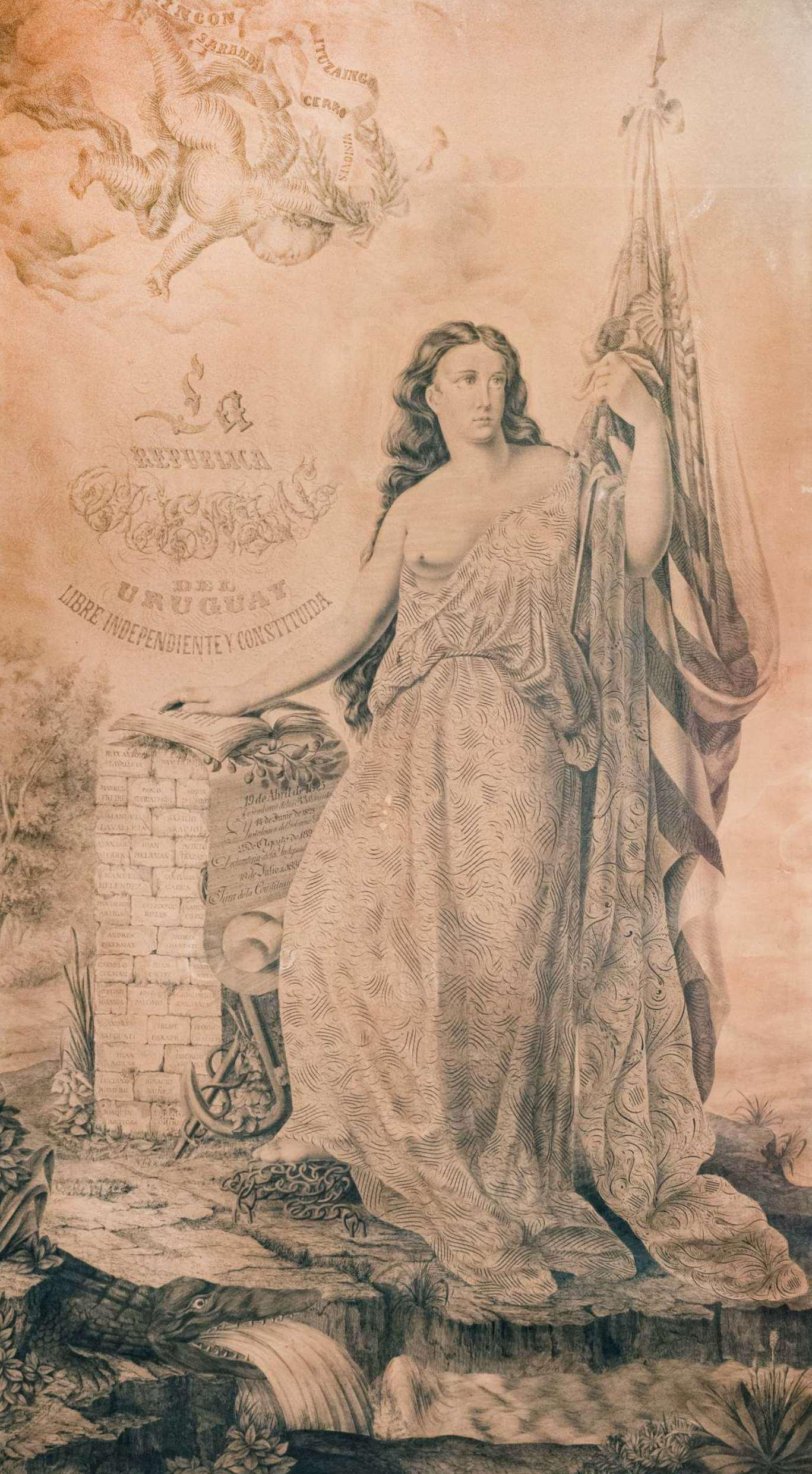
"La República Oriental del Uruguay, Libre, Independiente y Constituida" obra de Pablo Nin y González, 1867.

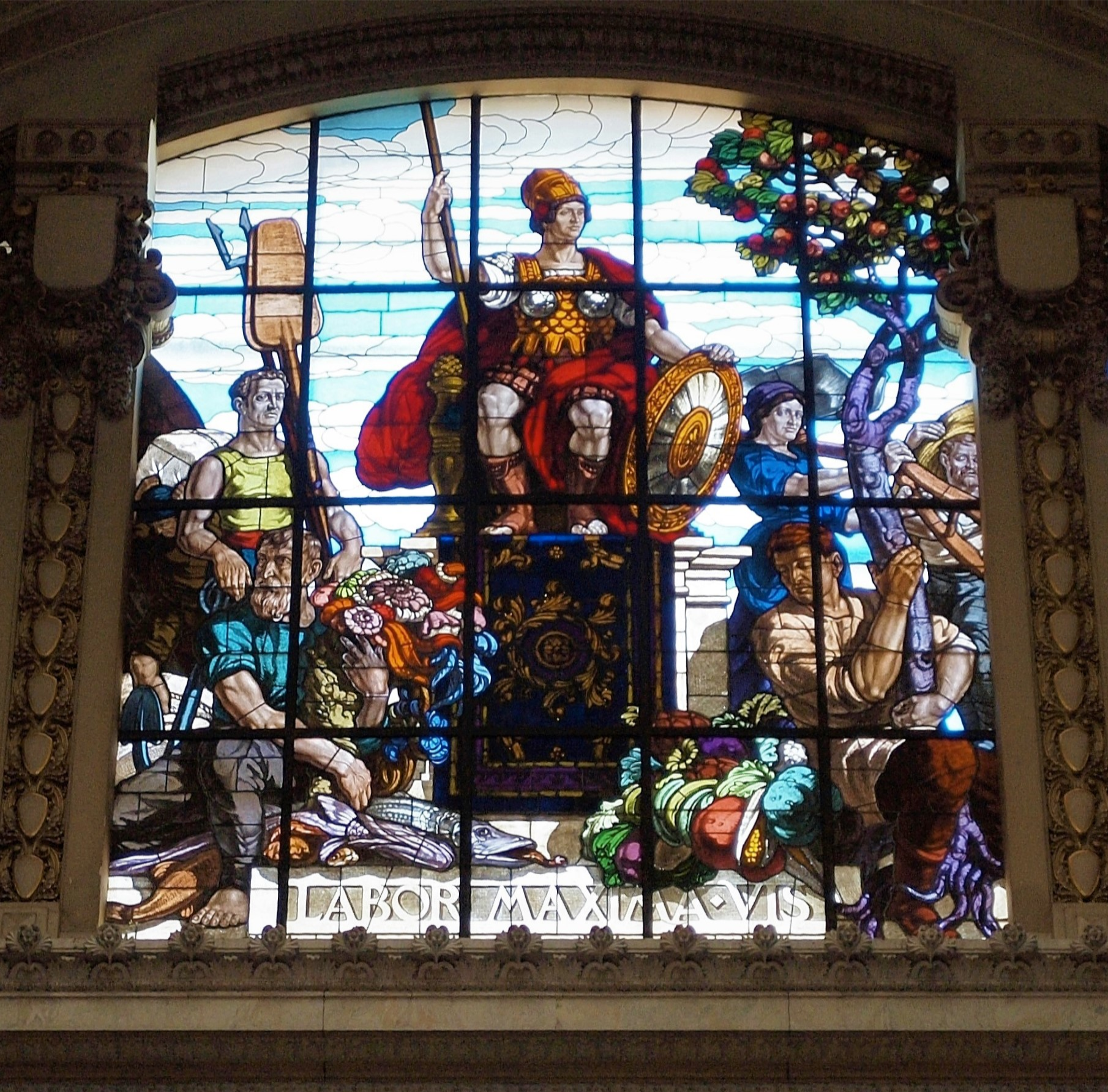
Personificação da República no Salão dos Passos Perdidos do Palácio Legislativo, obra de Giovanni Buffa.

As representações alegóricas do Uruguai, também conhecidas como Efígie da República, são as diversas personificações nacionais utilizadas na arte e na numismática ao longo dos séculos XIX e XX para representar simbólica e antropomorficamente a República Oriental do Uruguai. Não se trata de uma única personificação com nome e características definidas — como em outros países —, mas sim de diferentes representações que variam de acordo com o autor e o período histórico.
Geralmente retratada como uma mulher de aparência jovem, com cabelos castanhos, às vezes usando um barrete frígio e cercada pelos símbolos nacionais do Uruguai, essas representações são geralmente inspiradas na Marianne francesa e em outras personificações nacionais europeias.

## História
Após a independência do Uruguai, entre 1830 e 1930 — antes que a imagem de José Artigas juntamente com a bandeira e o brasão, se tornassem os principais símbolos do país — a figura feminina de uma deusa vestindo uma toga e um barrete frígio era o ícone que simbolizava a livre e estabelecida República Oriental do Uruguai. A alegoria foi inspirada em imagens originárias da Atenas e Roma antigas, que foram reinterpretadas durante a revolução na França e nos Estados Unidos e adquiriram variações em várias repúblicas americanas, bem como no Uruguai.
A personificação da República representava em diferentes contextos a liberdade e a independência, a nação reivindicando a sua soberania, o povo reivindicando os seus direitos, o regime político, o governo, cada partido, como forma de propaganda ou crítica, em representações solenes ou em charges satíricas.
Mais tarde, com a chegada do século XX, ela gradualmente caiu em desuso em favor de outros símbolos, sendo substituída principalmente pelo culto à personalidade emergente de José Artigas, cuja imagem — postumamente — ganhou lugar em selos, notas, moedas, estátuas e edifícios públicos.

## Escultura

Representações na escultura
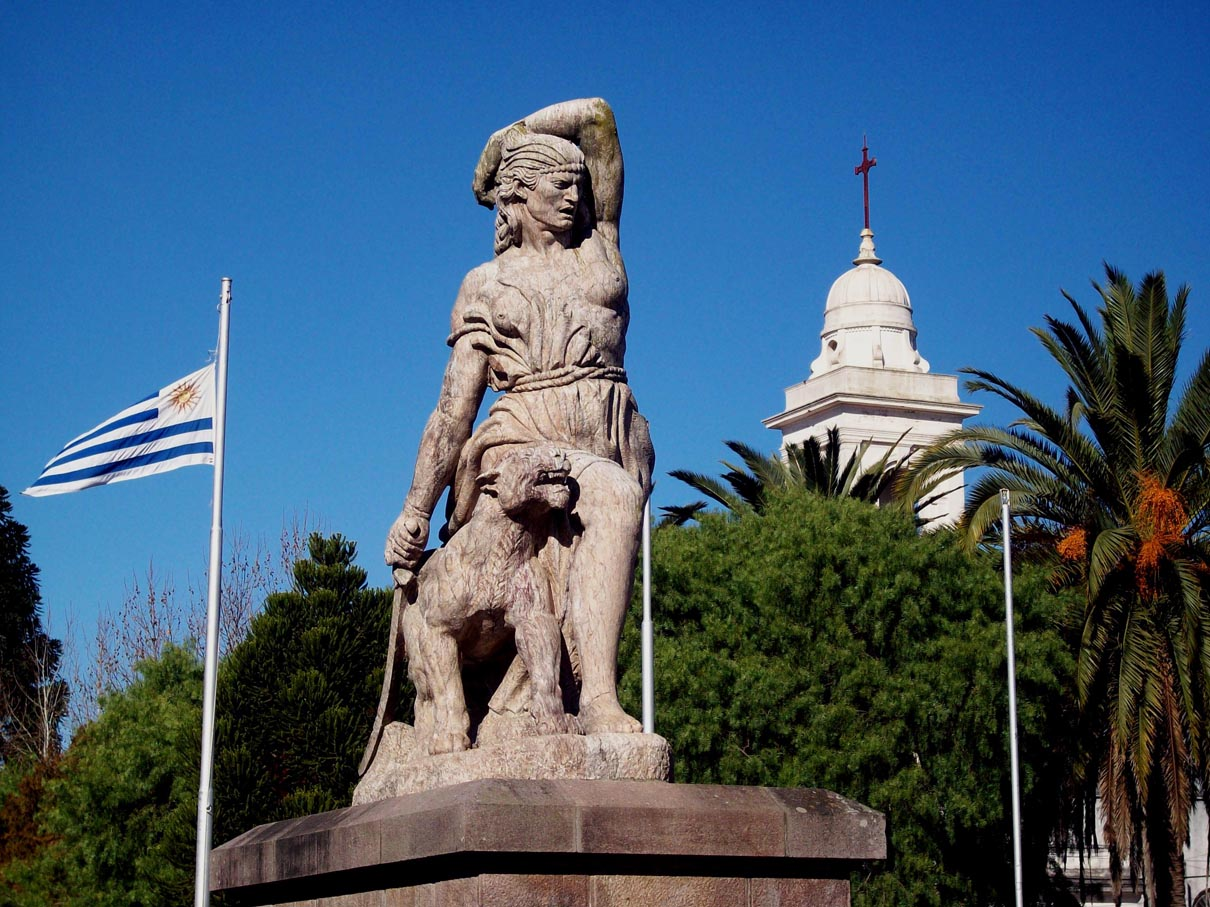
Monumento à Batalha de Sarandi de Juan Zorrilla de San Martín, Sarandí Grande.
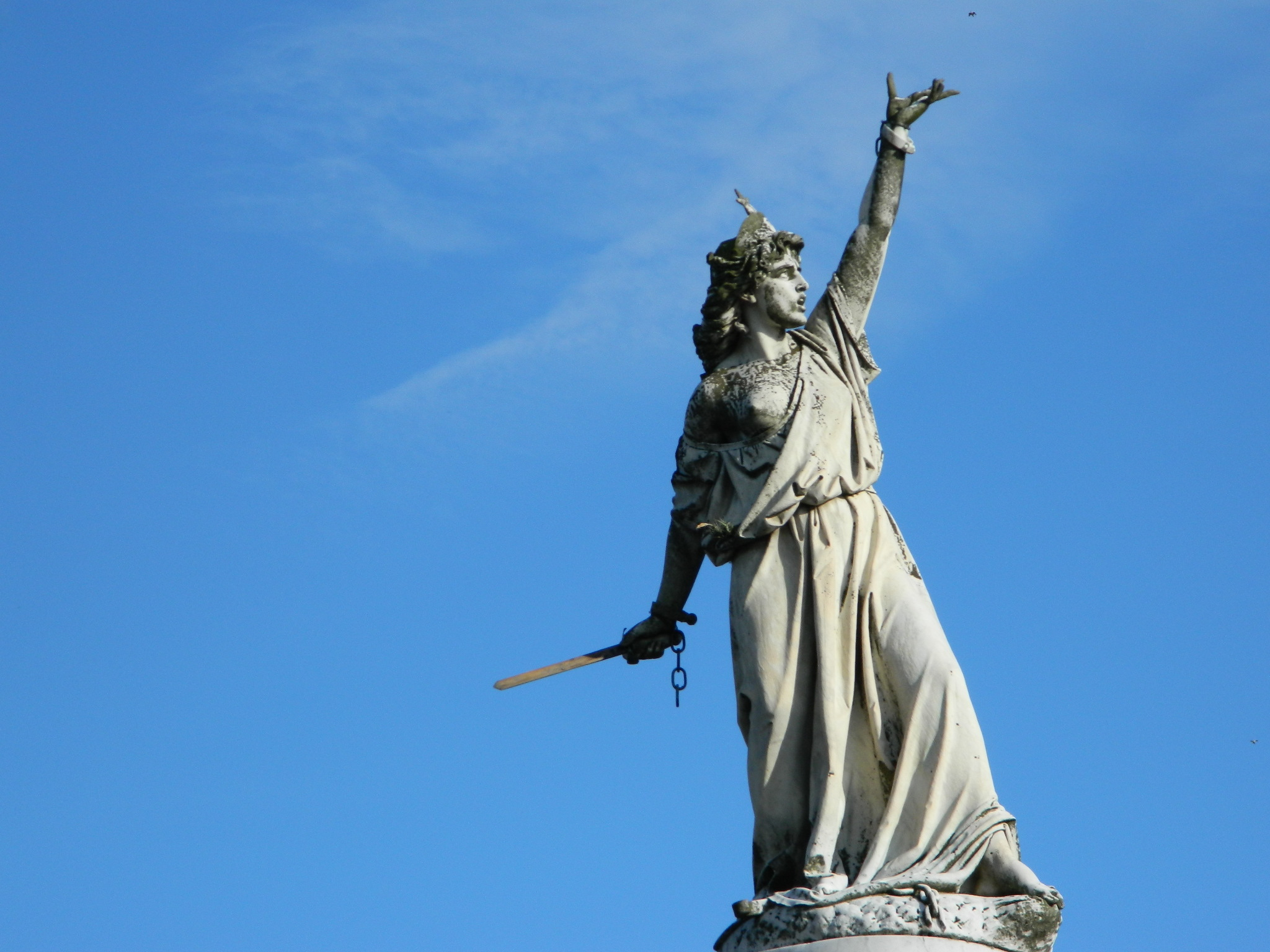
Monumento à Independência, Florida.
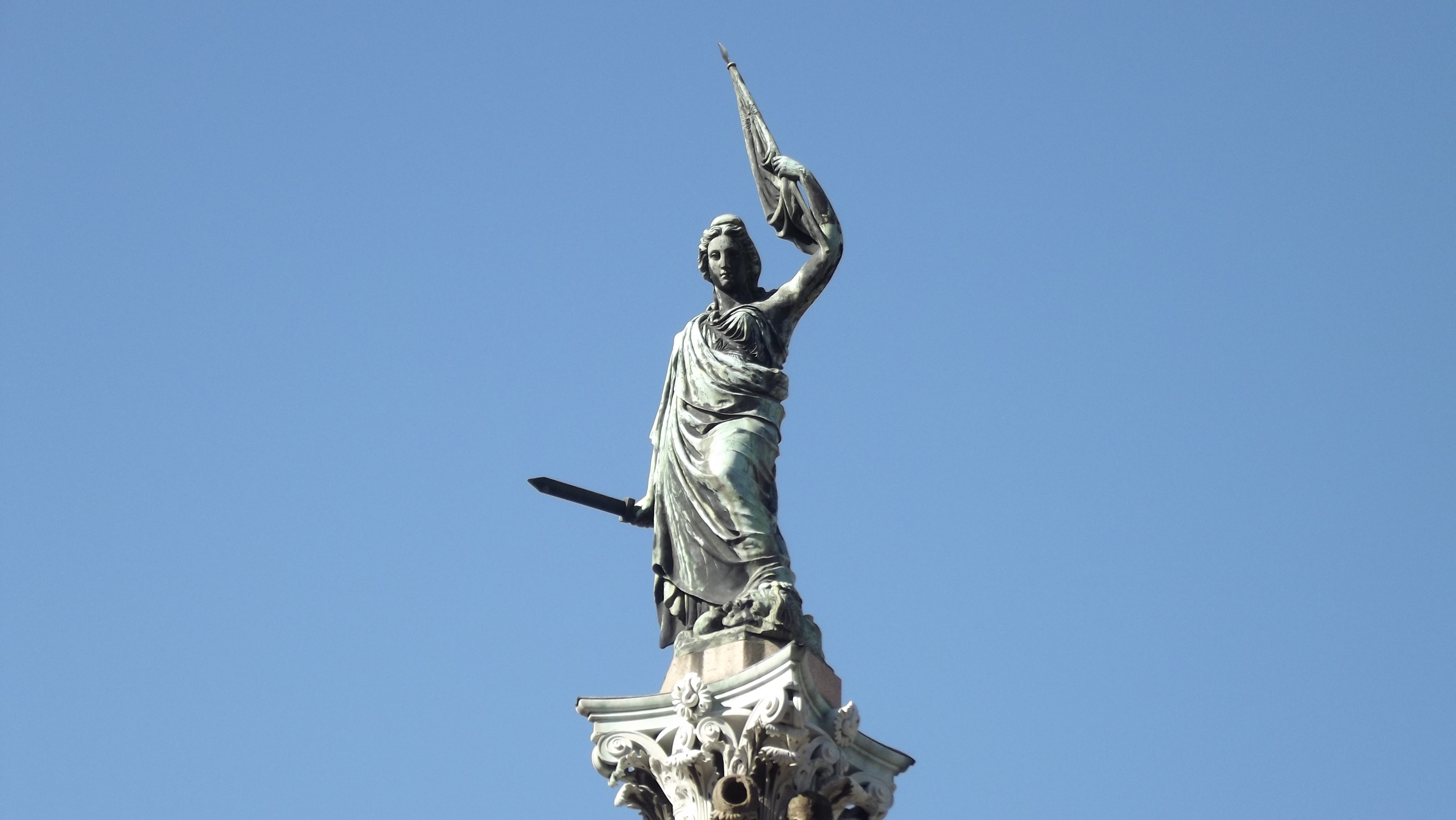
Plaza Cagancha, Montevidéu.
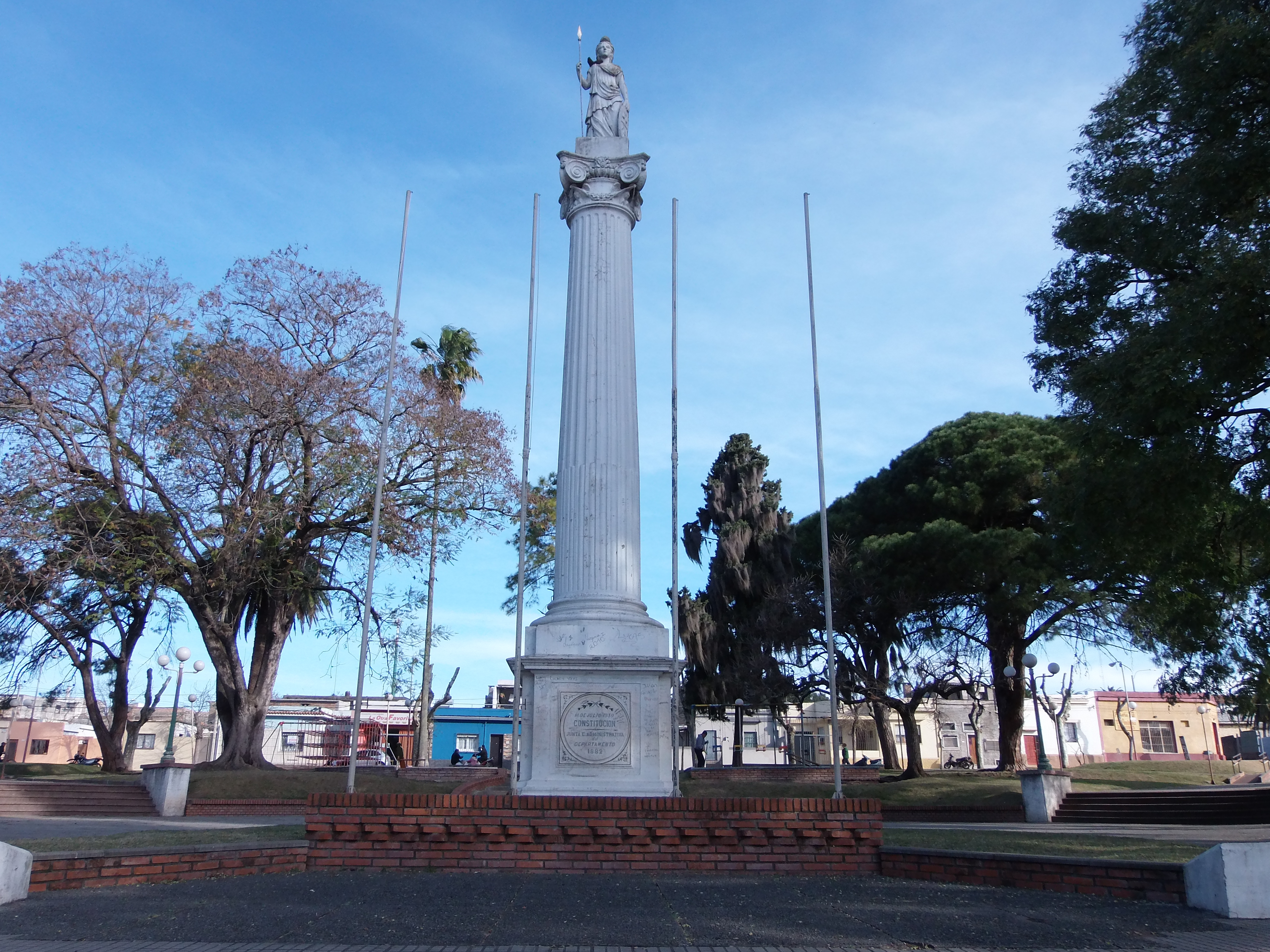
Monumento à República, Mercedes.
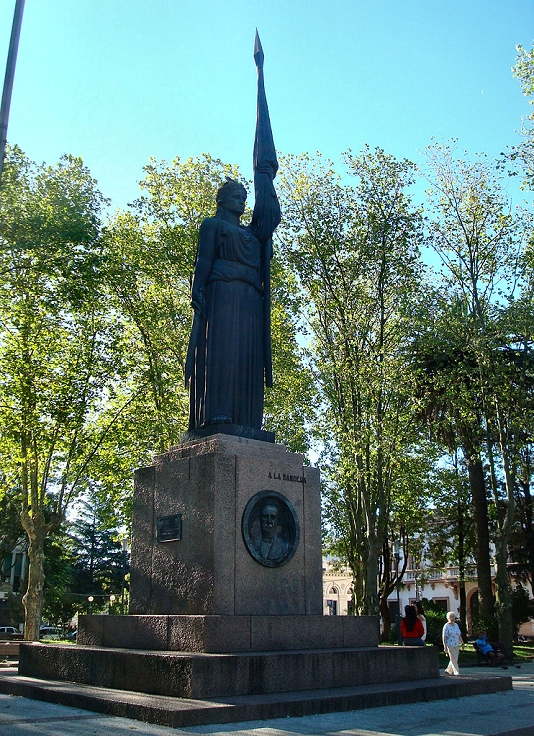
Monumento à Bandeira, Canelones.

### Palácio Legislativo
O frontão do Palácio Legislativo apresenta ao seu centro uma Alegoria da República, com o brasão nacional aos seus pés e rodeado por figuras alegóricas relacionadas com o trabalho e a riqueza nacional, remete às composições predominantes nos tímpanos dos templos clássicos ao mesmo tempo que sintetiza o conceito de nação que procura exaltar.

### Monumento à Independência
Inaugurado em 18 de maio de 1879, obra do escultor italiano Juan Ferrari, personifica a Pátria sobre um pedestal de mármore de Carrara na época da independência, com algemas e correntes quebradas, segurando uma espada na mão direita enquanto levanta a esquerda para o céu. Coroada com uma estrela de cinco pontas, sugere que o escultor teria se inspirado para a obra na Italia Turrita.

### Monumento à Batalha de Sarandi
Localizado na cidade de Sarandí Grande, é uma obra do escultor uruguaio José Luis Zorrilla de San Martín. É feito de arenito sobre uma base de granito.
É representada por uma mulher indígena representando a pátria, em postura guerreira, semi-parada em movimento para frente, com o braço esquerdo erguido acima da cabeça; ela usa uma armadura na mão direita. A obra é completada por um puma que caminha ao seu lado, acompanhando o movimento da figura principal.

## Galeria

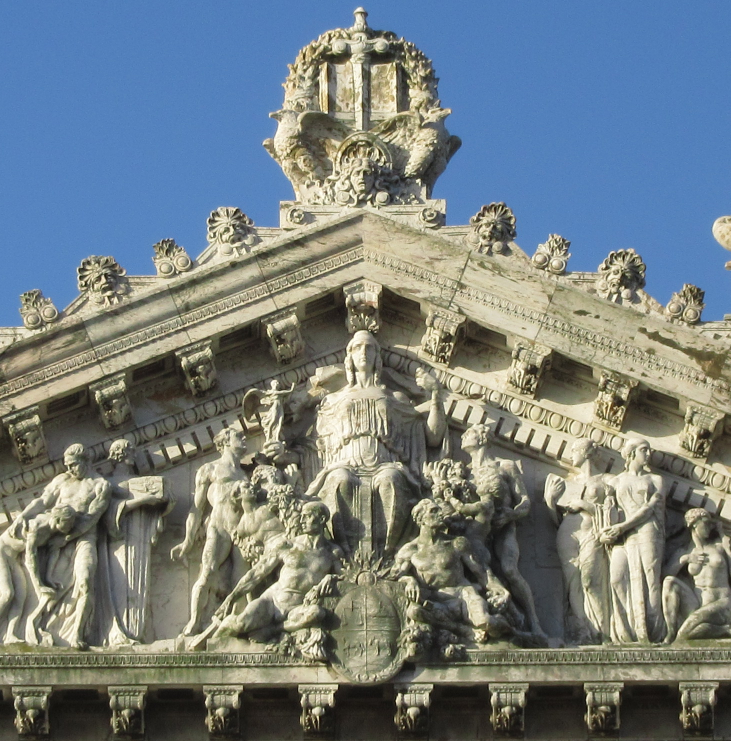
Frontão do Palácio Legislativo.
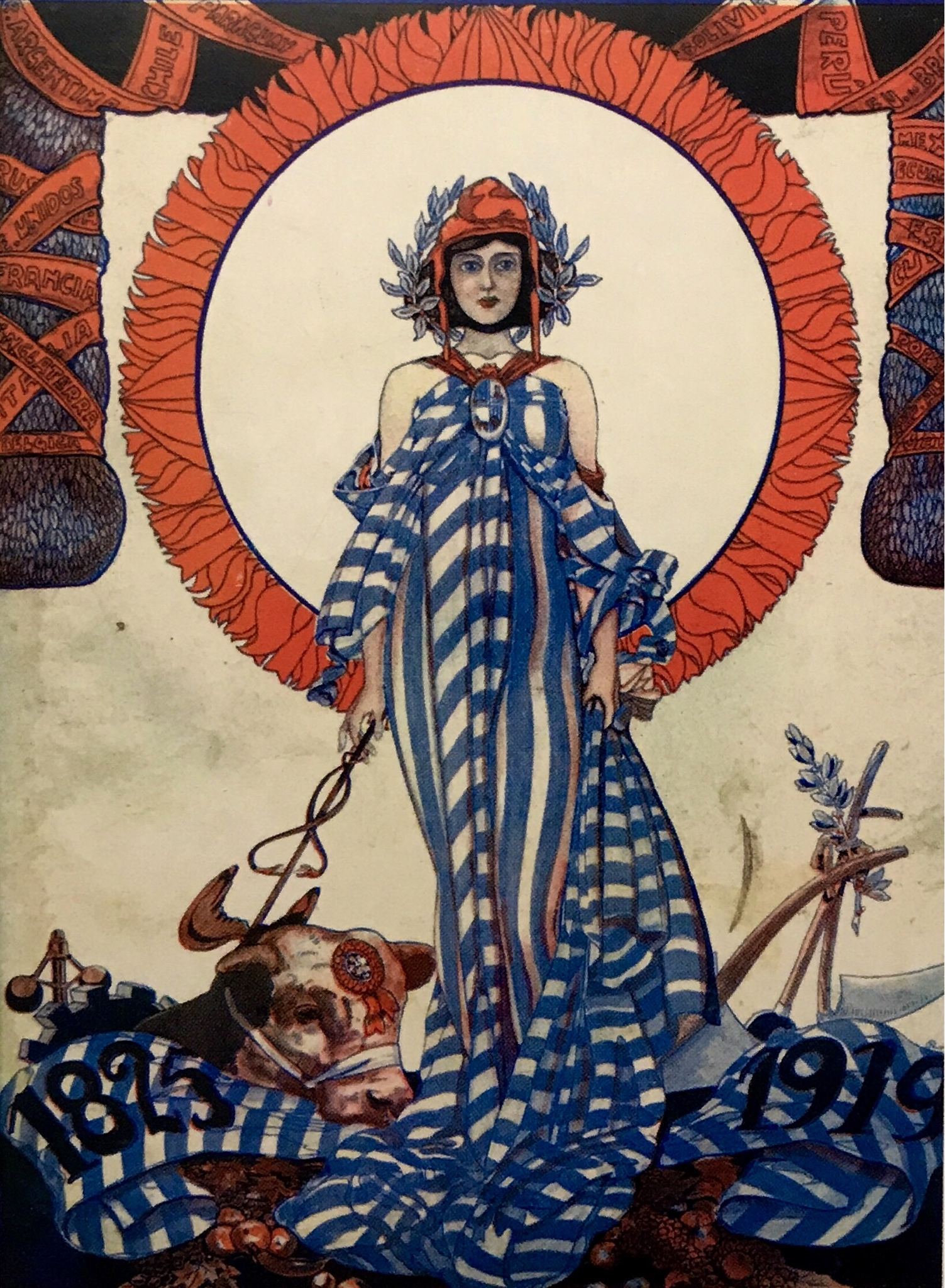
Cartaz Art Decó comemorativo do Dia da Independência, revista Mundo Uruguayo, 1919.
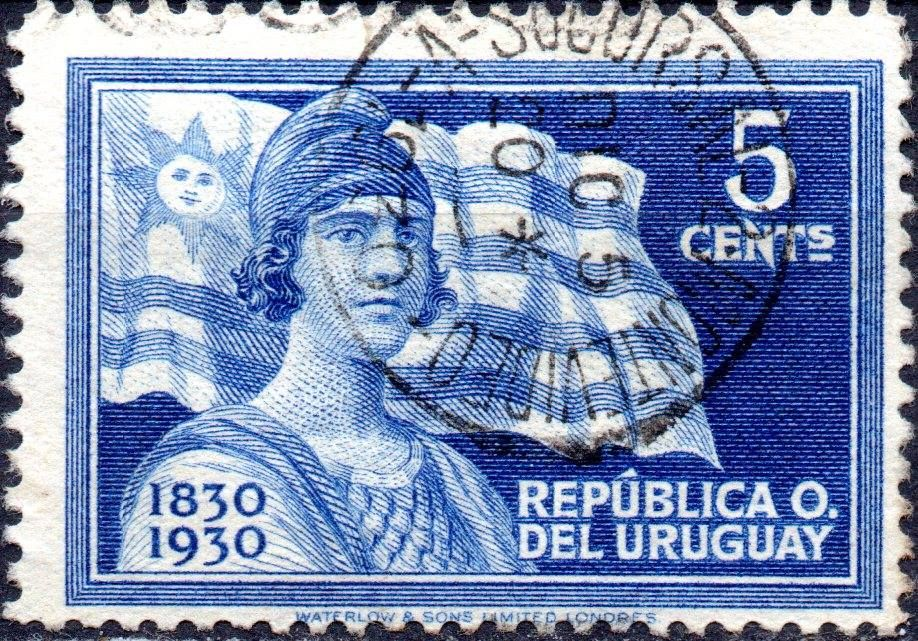
Selo comemorativo do Centenário de 1930.
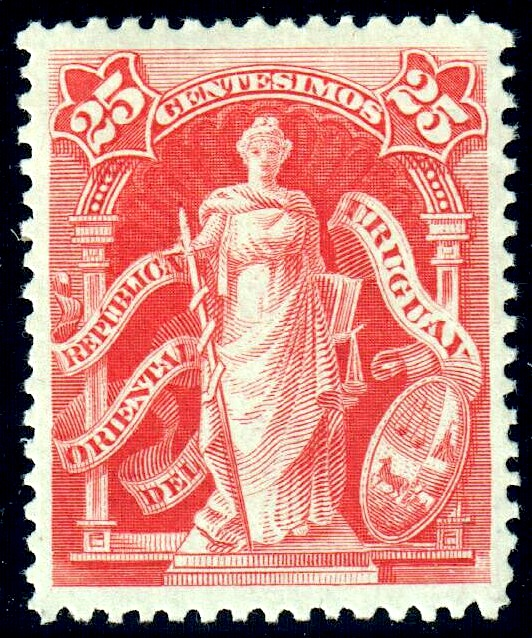
Selo postal de 1894.
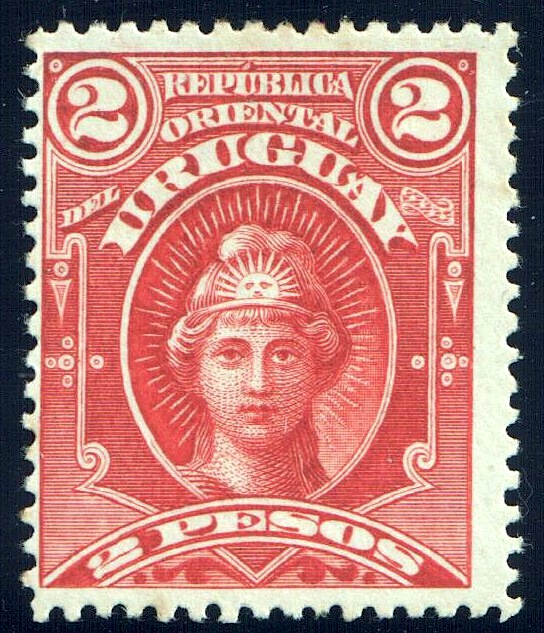
Selo postal de 1894.
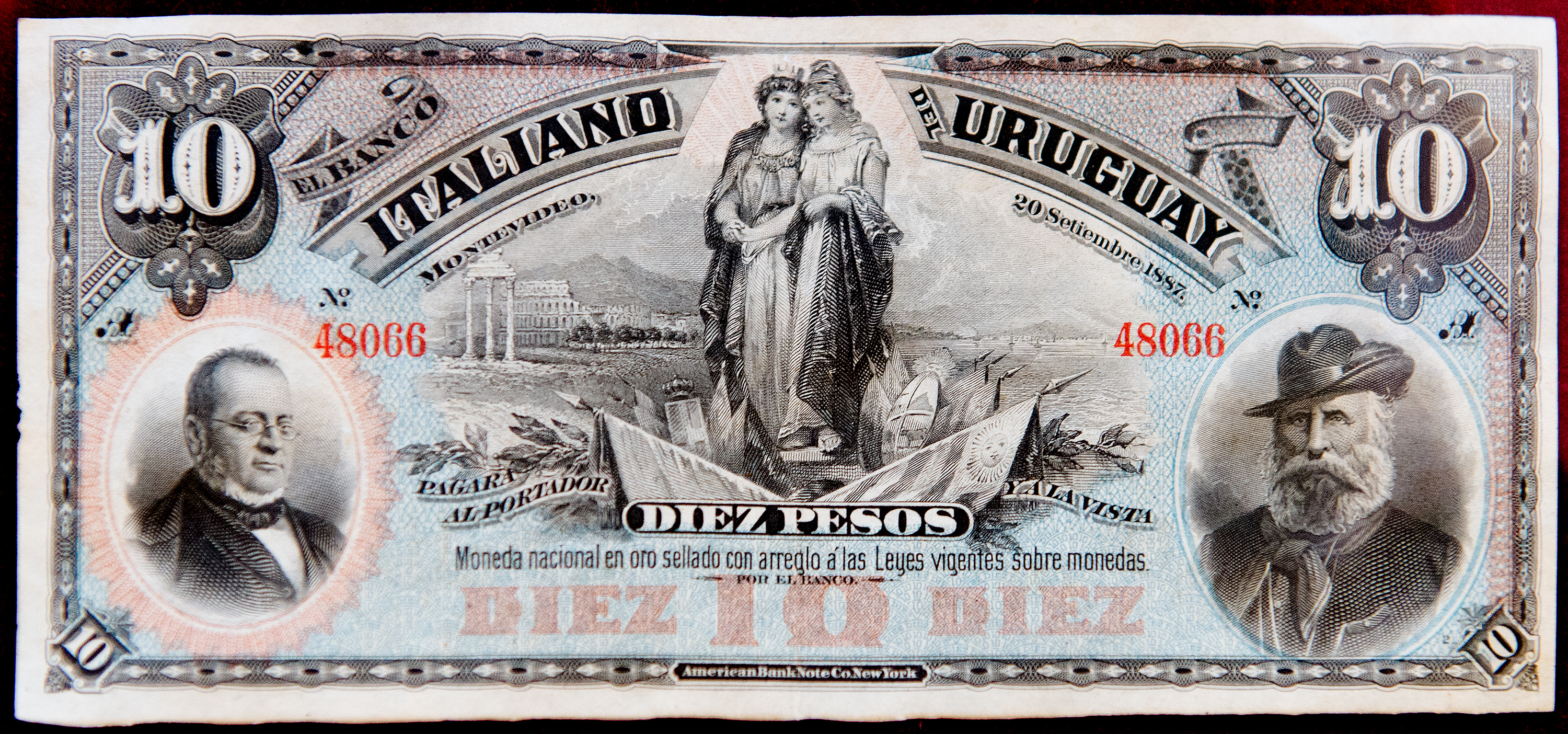
Nota do Banco Italiano do Uruguai mostrando a Alegoria do Uruguai e da Italia Turrita se abraçando, 1887.
Nota de 1 peso de 1896.
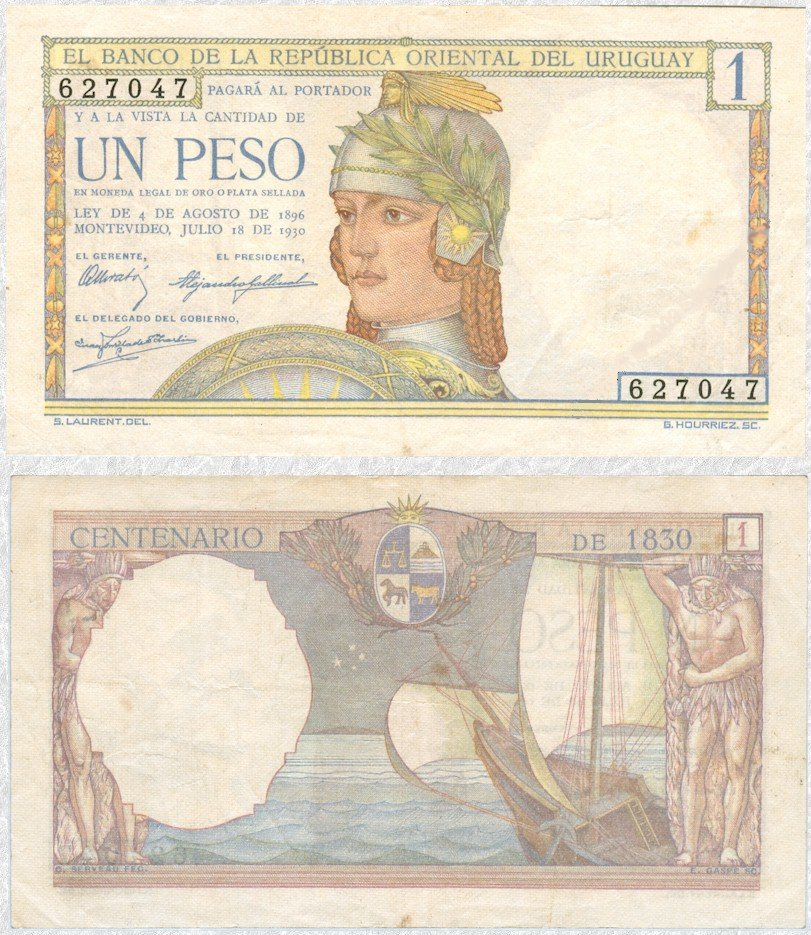
Nota de 1 peso de 1930.